# Irapuato Fútbol Club
El Irapuato Fútbol Club és un club de futbol mexicà de la ciutat d'Irapuato, Estat de Guanajuato.

## Història
El club va néixer el 1910 amb el nom Club Mutualista Irapuatense. El 1948 nasqué el Club Deportivo Irapuato. El club ha jugat 29 temporades a Primera Divisió entre la 1954-55 i el 2004.

## Palmarès
- Ascenso MX: 
  - Invierno 1999, Verano 2000, Apertura 2002, Clausura 2011

- Campeón de Ascenso
  - 2000, 2003

- Segunda División de México: 
  - 1953-54, 1984-85

- Copa Mexico Segunda División
  - 1953, 1954

- Canpeonato Liga Mayor del Centro
  - 1942, 1943, 1944, 1946, 1947, 1948, 1950, 1951, 1952, 1953, 1954

- Campeonato Estatal de Futbol
  - 1919, 1924, 1925, 1931, 1933, 1936, 1938

- Campeonato Federacion Nacional de Futbol
  - 1931, 1936, 1938, 1942

- Campeonato FMF para Asociaciones Afiliadas
  - 1943, 1946, 1959

- Liga Amateur de Guanajuato
  - 1928

- Copa de Oro de Occidente
  - 1957, 1959.